# Ген (Німеччина)
Ген (нім. Höhn) — громада в Німеччині, розташована в землі Рейнланд-Пфальц. Входить до складу району Вестервальд. Складова частина об'єднання громад Вестербург.
Площа — 13,69 км2. Населення становить 3040 ос. (станом на 31 грудня 2020).

## Галерея

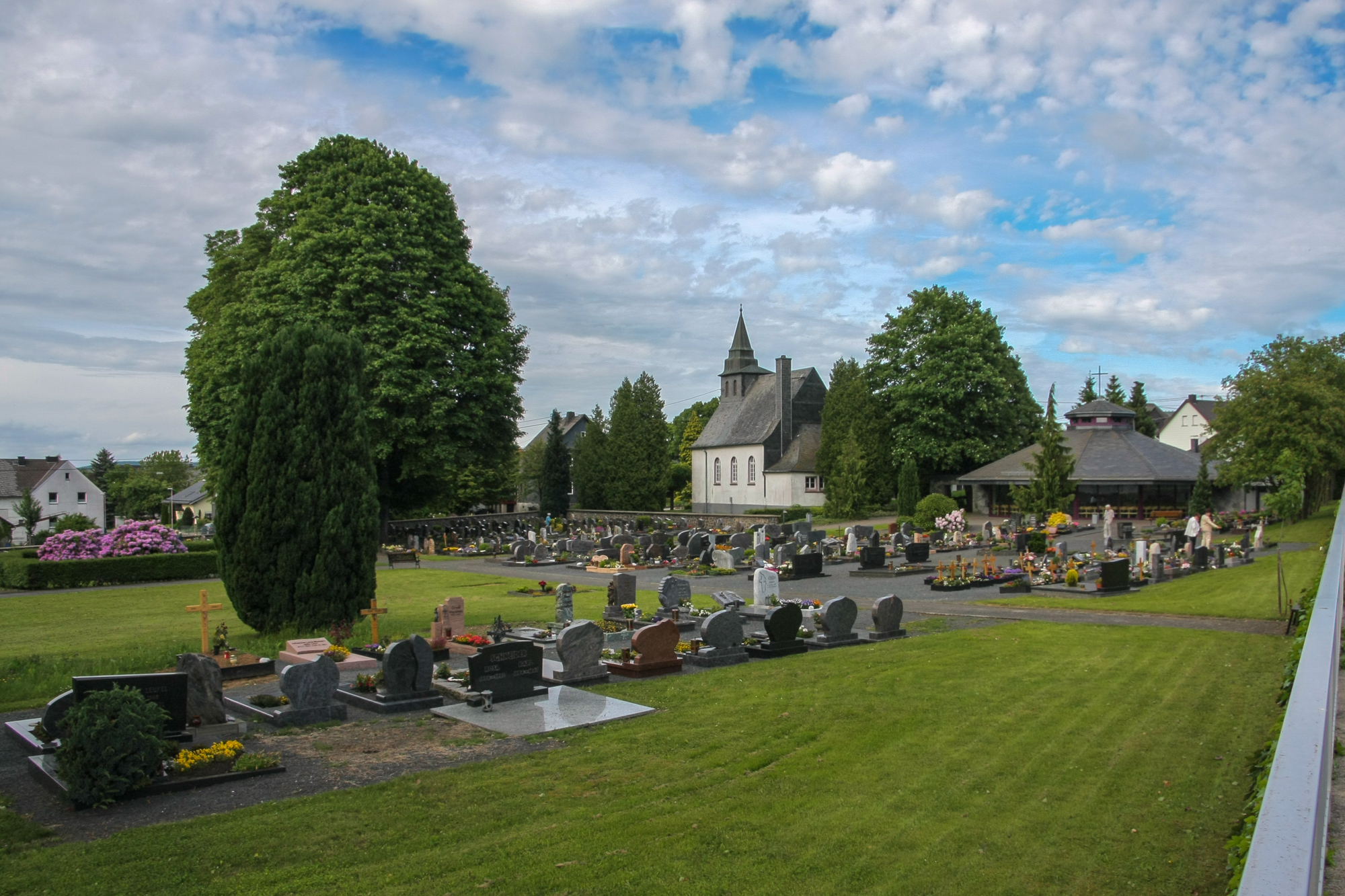
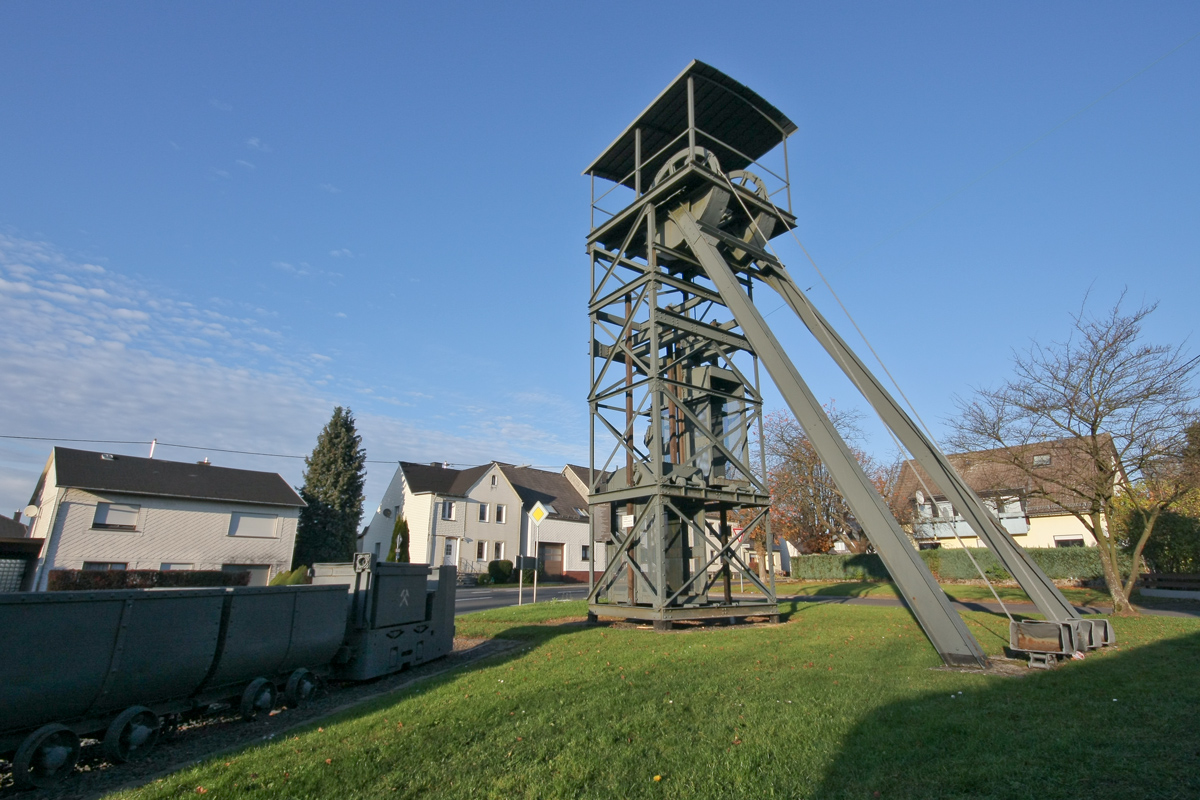
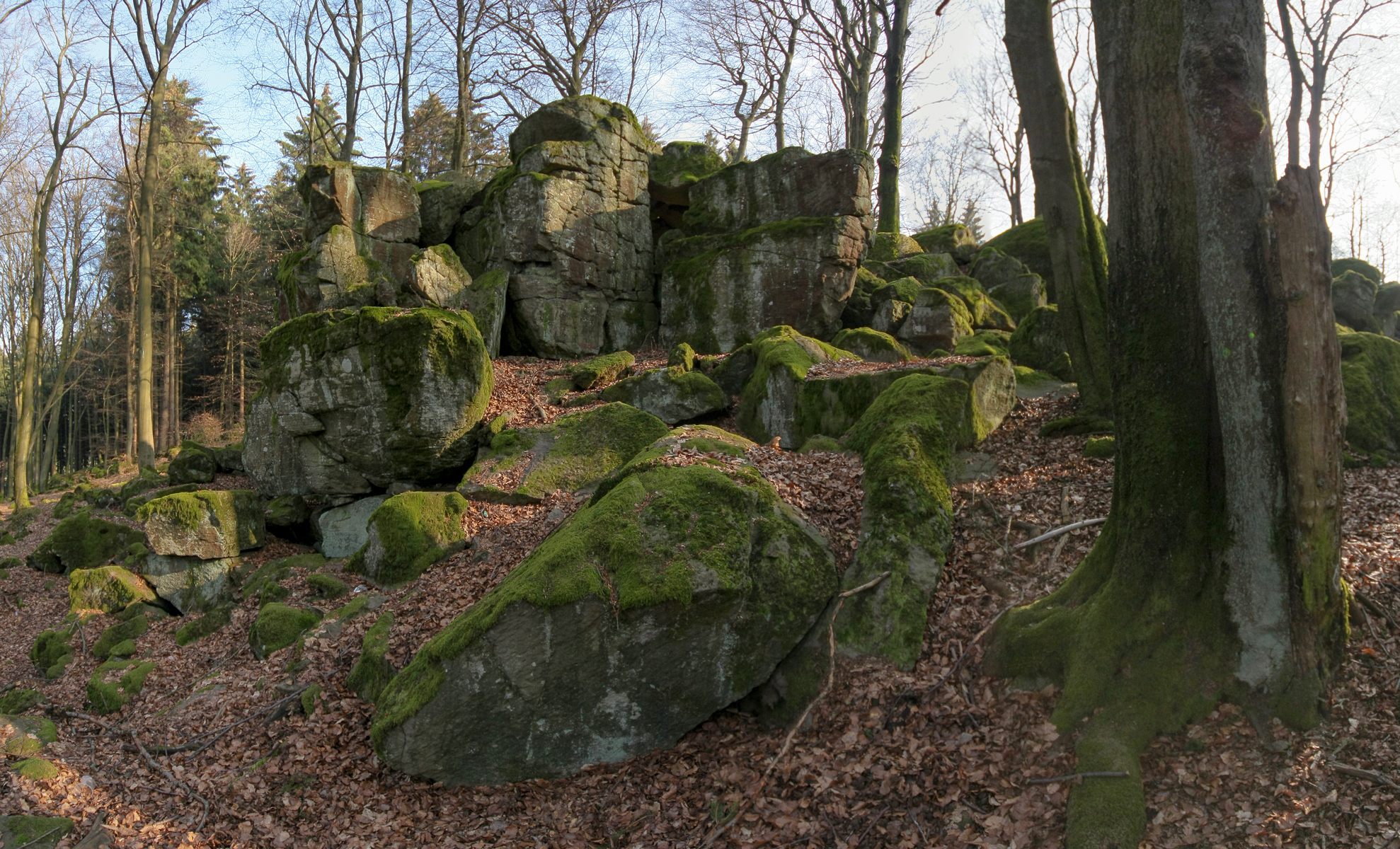
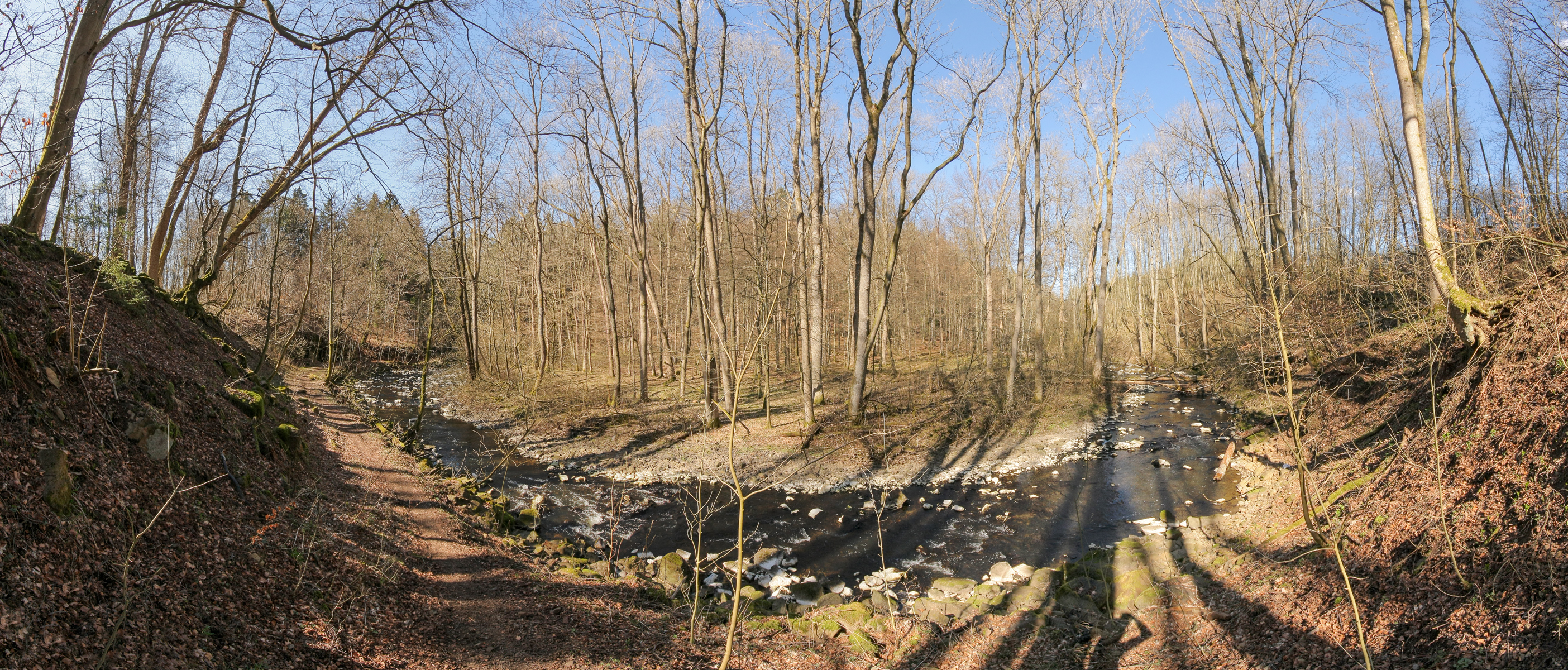
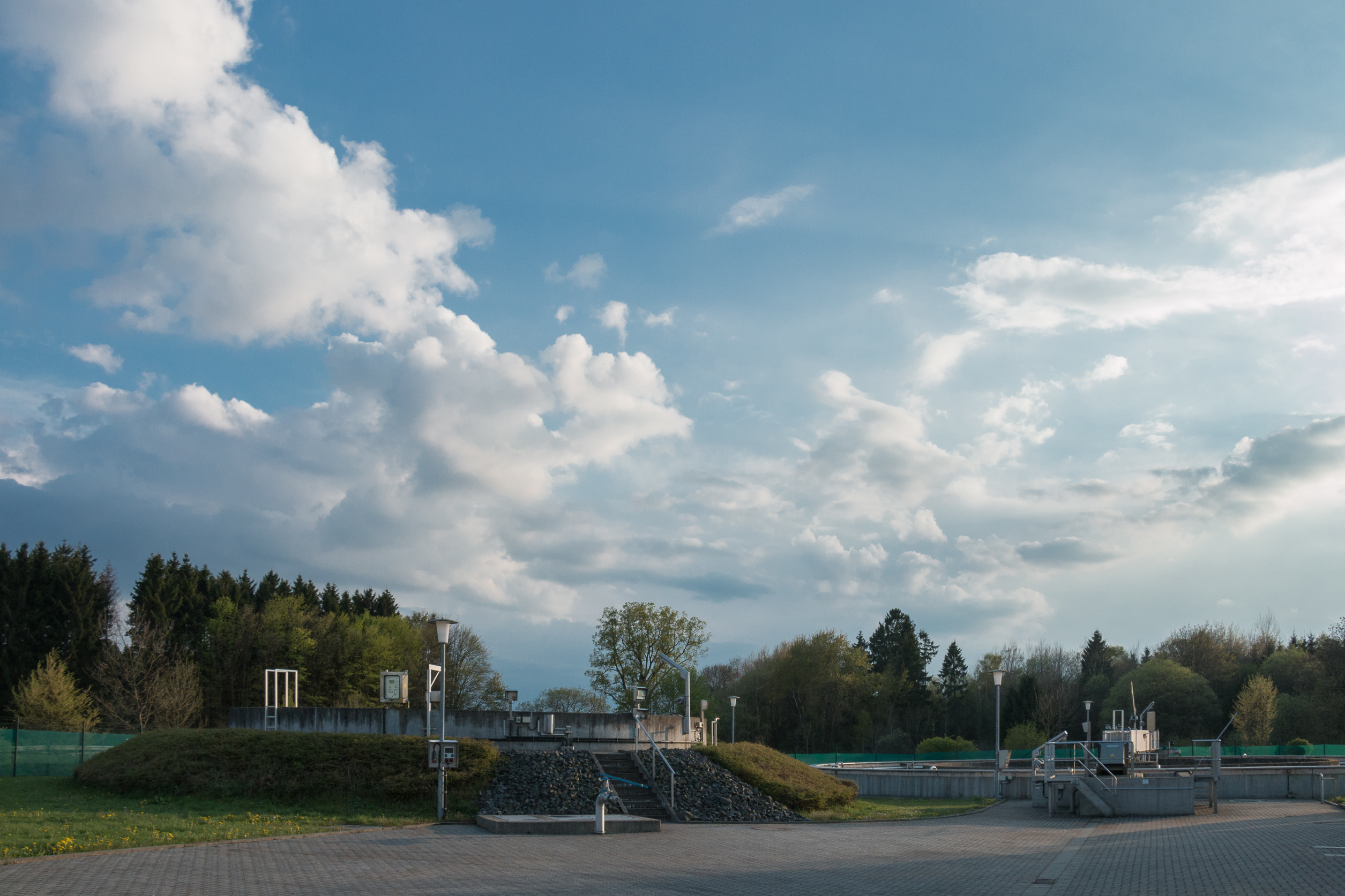